# Крекінг-установки у Дормагені
Крекінг-установки у Дормагені — складові частини виробничого майданчика нафтохімічного спрямування, розташованого на заході Німеччини за кілька кілометрів на північний захід від околиці Кельну (також відомий як Кельн-Воррінген).
В 1950-х роках хімічний концерн Bayer та енергетичний гігант BP створили спільне підприємство Erdolchemie, яке в 1958-му запустило в Дормагені установку парового крекінгу – одну з перших в історії світової нафтохімії, призначену для виробництва етилену. Вона піддавала піролізу отриманий по трубопроводу з НПЗ в Дінслакені газовий бензин в обсягах 60 тисяч тонн на рік та випускала 13 тисяч тонн зазначеного олефіну (а також пропілен, бутилен і бутадієн). На початковому етапі також тестувалась можливість піролізу сирої нафти. За два роки тут же стала до ладу вдвічі потужніша установка.
Згодом потужність майданчика багаторазово зросла — до 480 тисяч тонн станом на 1970-й, 720 тисяч тонн на 1985-й та до 1 млн тонн у 2002-му. Станом на початок 2010-х тут діяли дві піролізні установки (№ 4 та № 5) потужністю 450 та 660 тисяч тонн відповідно, при цьому власником була вже компанія INEOS.
Розраховані на споживання газового бензину установки в Дормагені продукують також велику кількість інших ненасичених вуглеводнів. Так, річна потужність по пропілену станом на 2009-й становила 665 тисяч тонн, а блок екстракції бутадієну ще з середини 1980-х здатен вилучати 245 тисяч тонн цього диолефіну.
Після того, як з початком в США «сланцевої революції» на ринку стали з’являтись великі додаткові об'єми зріджених вуглеводневих газів, чимало піролізних установок почали оптимізувати під їх споживання. При цьому саме власник дормагенського майданчика INEOS створила цілий флот із багатоцільових газових танкерів, котрі мали за мету транспортувати сировину в Європу. Передусім розпочались поставки для установок, котрі могли споживати етан, проте в 2017-му INEOS оголосила про плани спорудити в бельгійському Антверпені найбільший в Європі резервуар для зберігання бутану об'ємом 135 тисяч м3. Цей газ в подальшому повинен замістити частину сировини на установці у Дормагені.
Вироблений у Дормагені етилен передусім споживається двома лініями полімеризації загальною потужністю 630 тисяч тонн поліетилену. Крім того, тут діють виробництва оксиду етилену (290 тисяч тонн на рік) та етиленгліколю (150 тисяч тонн). Останній почали продукувати лише в кінці 1990-х, і тоді ж під час модернізації зупинили стару установку з випуску синтетичного етанолу потужністю 50 тисяч тонн, котра не могла забезпечувати достатньої економічної ефективності.
Пропілен використовують для продукування 210 тисяч тонн оксиду пропілену та 120 тисяч тонн моно-, ді- та трипропіленгліколей.
За допомогою трубопровідної системи Aethylen-Rohrleitungs-Gesellschaft (ARG) установка пов'язана з численними нафтохімічними підприємствами Німеччини, Бельгії та Нідерландів, а також портовими терміналами.